# Едеські водоспади
Едеські водоспади (грец. Καταρράκτες Έδεσσας) — геологічний комплекс, рідкісний пам'ятник природи у східній частині міста Едеса, Греція. Водоспадний парк межує на півдні з традиційним районом Вароша. На його південному кордоні знаходиться пам'ятник культури — конопляна фабрика Едеса. У минулому було 12 водоспадів, з яких залишилося 7 і лише 2 з них доступні. Найбільший водоспад називається «Каранос» (Κάρανος) і має висоту 70 метрів. Мокрі та слизькі сходи ведуть під води водоспаду, де є невеличка печера. Води водоспадів не мають сталого стоку, оскільки регулюються гідроелектростанцією у Аграс Пелла.

## Історія виникнення
Водоспади Едеси існували не завжди. Історія їх виникнення пов'язана з сильним землетрусом наприкінці XIV століття. До того на захід від Едеси у невеликому озері утримувався великий об'єм води. Після землетрусу через місцевість почала текти вода, що вражаюче стікала зі скелі багатьма водоспадами, як це описували мандрівники XVII та XVIII століттях.

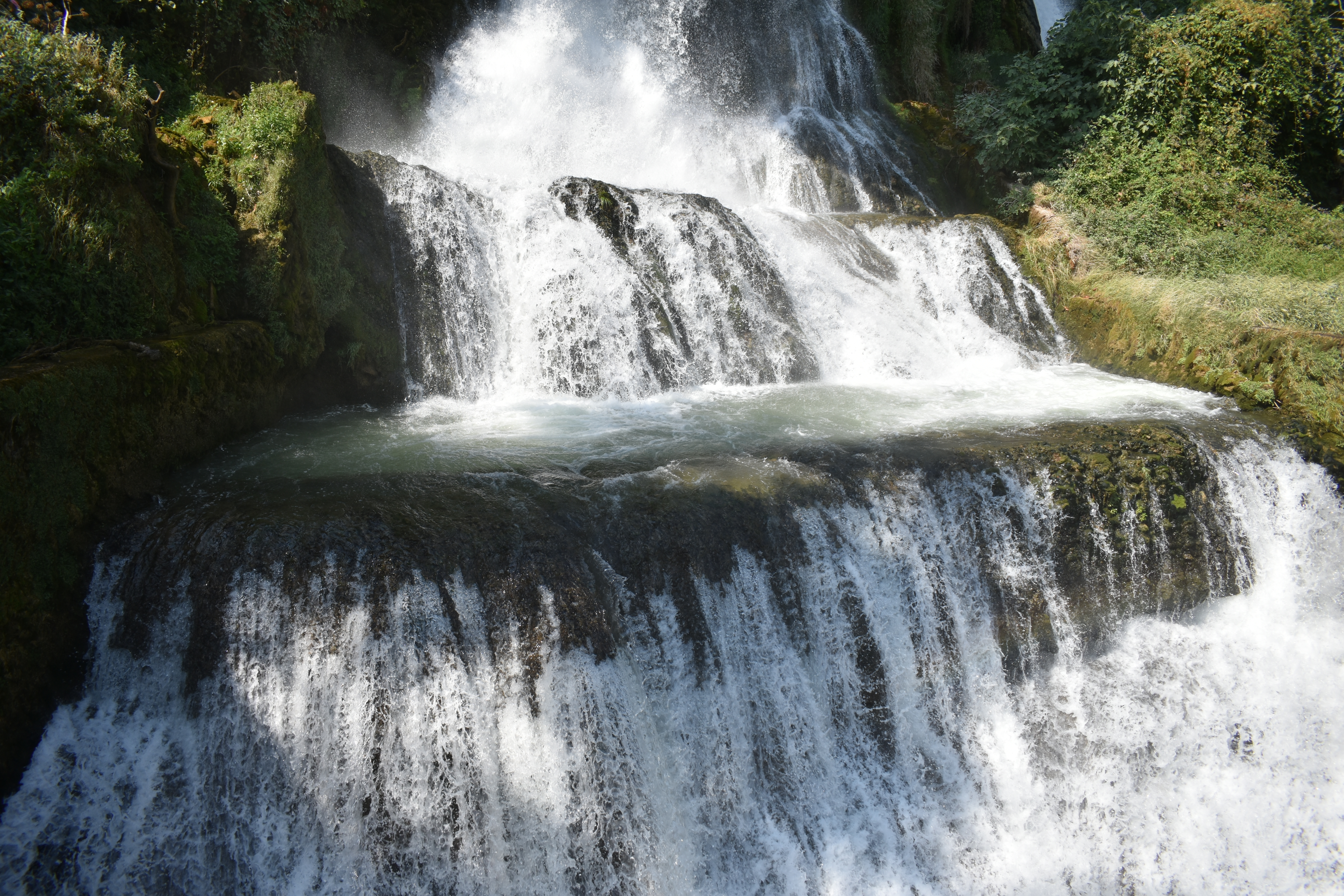

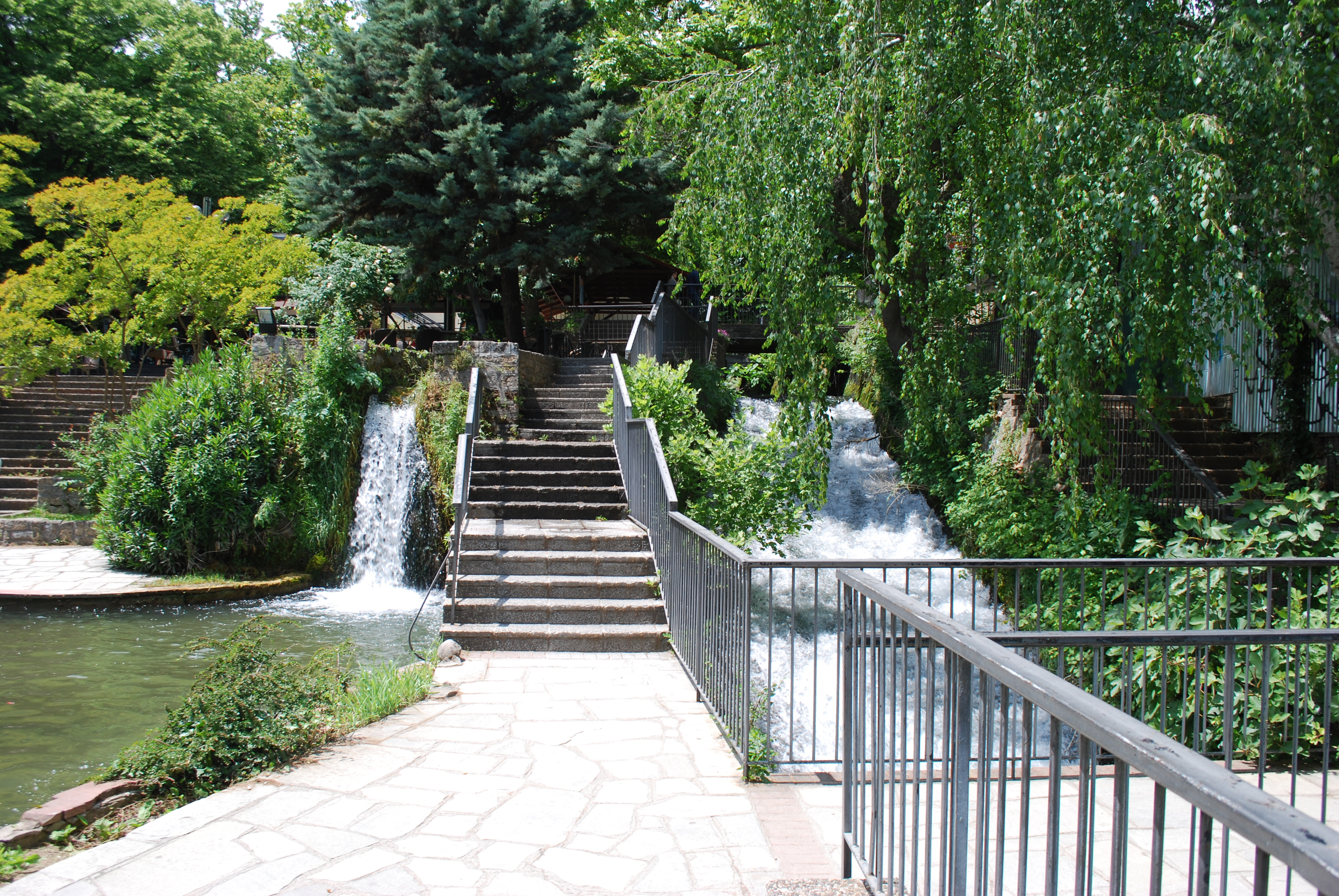
Парк Едеських водоспадів

Тепер основним джерелом Едеських водоспадів є заболочена місцевість Агра-Ніссіу, з якої витікає головна річка Едесайос. На її руслах скелі утворюють водоспади. Вимощена камінням стежка веде з водоспадного парку до Стародавньої Едеси. Ця дорога була частиною давньої Егнатієвої дороги, що сполучала Стародавню Едесу, Едеський Акрополь (район Варосі) та Салоніки ще до початку ХХ століття.
Після Другої світової війни ділянку поблизу водоспадів передали муніципалітетові і відтоді про неї дбають досвідчені садівники.

## «Манчестер Сходу»
Едесу називали також «Східним Манчестером», на той час вона славилася сучасними підприємствами промисловості, що працювали на гідроенергетиці. З кінця XIX століття вода річки Едесайос була джерелом гідроенергії для розвитку різних галузей промисловості. Поряд із водоспадами були побудовані перші текстильні фабрики. За час від 1920-го року і до початку Другої світової війни промисловий розвиток був настільки успішним, що Едесу назвали «Манчестером Сходу»! Однак після війни, наприкінці 1950-х років розпочався занепад водного господарства пов'язаний з будівництвом гідроелектростанції в Аграс Пелла. У 1962 році заводи були назавжди закриті.

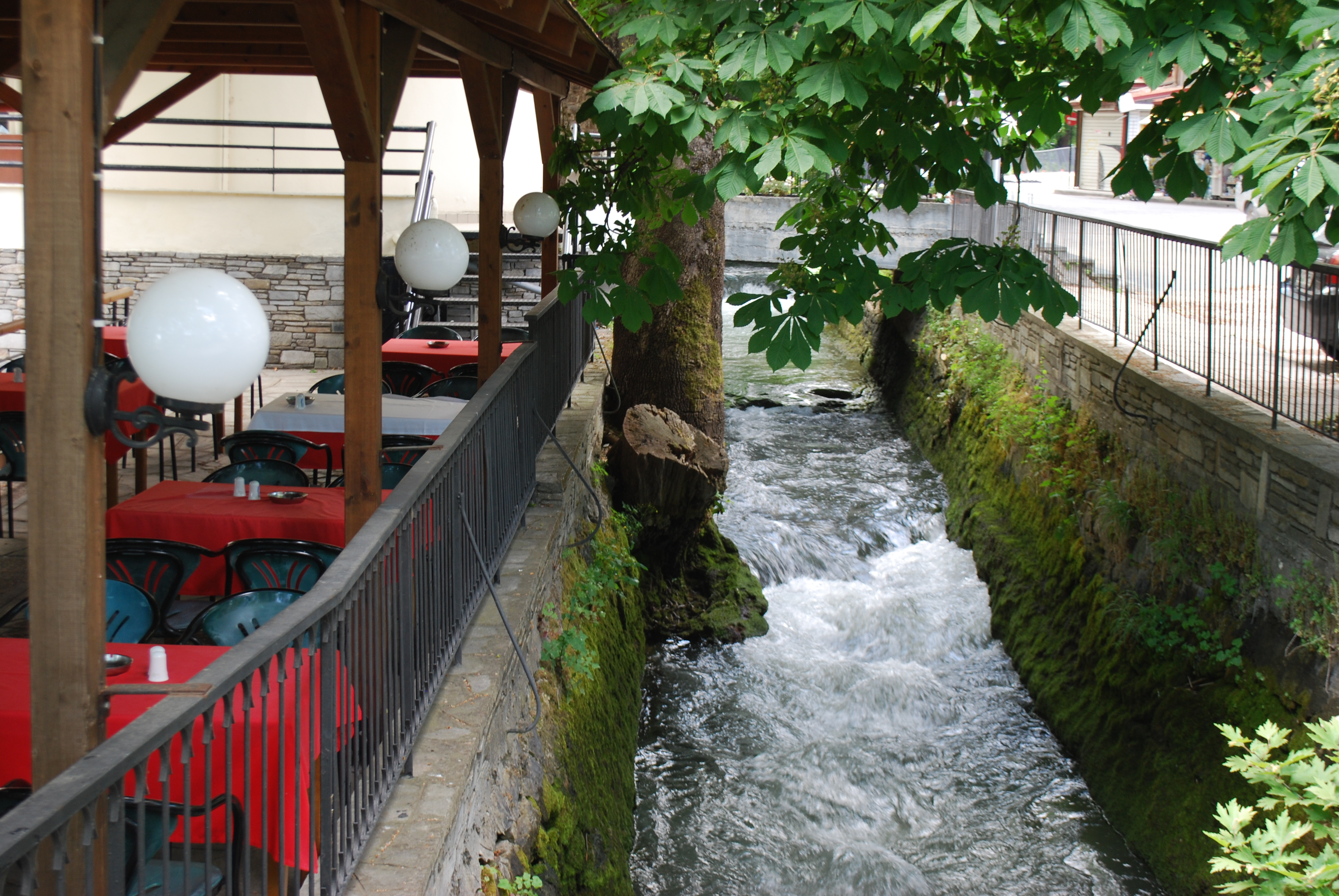